# Cajititlán
Cajititlán är en ort i Mexiko.   Den ligger i kommunen Tlajomulco de Zúñiga och delstaten Jalisco, i den centrala delen av landet, 400 km väster om huvudstaden Mexico City. Cajititlán ligger 1 569 meter över havet och antalet invånare är 4 855.
Terrängen runt Cajititlán är platt åt nordväst, men åt sydost är den kuperad. Runt Cajititlán är det ganska tätbefolkat, med 108 invånare per kvadratkilometer. Närmaste större samhälle är Hacienda Santa Fe, 12,1 km nordväst om Cajititlán. I omgivningarna runt Cajititlán växer huvudsakligen savannskog.